# Flicka
Flicka (Originaltitel My Friend Flicka) ist ein US-amerikanischer Spielfilm in Technicolor von Harold D. Schuster aus dem Jahr 1943. Es handelt sich um die Erstverfilmung des Kinderbuch-Klassikers My Friend Flicka (Mein/-e Freund/-in Flicka) der US-amerikanischen Schriftstellerin Mary O’Hara. In den Hauptrollen sind Roddy McDowall, Preston Foster und Rita Johnson besetzt.
Im Jahr 2006 wurde der Film unter dem Titel Flicka – Freiheit. Freundschaft. Abenteuer. neu verfilmt.

## Handlung
Im Mittelpunkt der Geschichte steht die Freundschaft zwischen dem Farmerjungen Ken und dem rebellischen Stutfohlen Flicka.  
Der 10 Jahre alte Ken McLaughlin lebt mit seiner Familie auf dem Gänseland-Gestüt (Goose Bar Ranch) und wünscht sich nichts sehnlicher als ein eigenes Fohlen, das er aufziehen, umsorgen und erziehen kann. Doch sein Vater möchte, dass Ken zuerst zeigt, dass er fähig ist, Verantwortung für sein Leben zu übernehmen. Kens Mutter vermittelt und überzeugt ihren Mann davon, dass die Erfüllung von Kens Wunsch dabei helfen würde, den Jungen von seinen Tagträumereien zu lösen. 
Schließlich gibt der Vater nach und verspricht seinem Sohn, dass er sich einen der Jährlinge aussuchen darf. Kens Wahl fällt auf die Tochter der unbändigen Stute Rocket, die ihrerseits vom berüchtigten Hengst „Albino“ abstammt. Pferde, die von Albino abstammen, gelten als unnütz, wild und unberechenbar und deshalb ist der Vater von Kens Wahl alles andere als begeistert. Doch er steht zu seinem Wort und lässt das Fohlen einfangen und auf eine Koppel bringen. Ken nennt die kleine Stute Flicka, was auf Schwedisch „kleines Mädchen“ bedeutet, und ist überzeugt davon, dass Flicka mehr von ihrem Vater Banner, dem guten Zuchthengst des Gänseland-Gestüts, geerbt hat und nicht nach ihrem Großvater Albino geraten ist. 
Zuerst scheint sich diese Hoffnung nicht zu erfüllen, denn Flicka verletzt sich bei einem sinnlosen Fluchtversuch schwer, als sie versucht, durch den Zaun zu brechen und sich ihre Beine dabei im Stacheldraht verheddern. Entgegen der Erwartung, dass Flicka diese Verletzungen nicht überstehen wird, erholt sie sich wieder und sie wird deutlich ruhiger und zugänglicher, was alle freut, nicht nur Ken. Doch Flicka hat einen Rückfall und bekommt hohes Fieber und es scheint nun doch keine Hoffnung mehr für sie zu geben. Der Vater will sie erschießen, um sie von ihrem Leiden zu erlösen. Ken gibt nicht auf und überredet den Vater, noch abzuwarten. In der Nacht schaut der Junge nach der Stute und legt sich neben sie. Flicka, die sich instinktiv ins kalte Wasser gelegt hat, um das Fieber zu senken, geht es daraufhin bald wieder besser. 
Ken bekommt das nicht mehr mit, denn er hat sich vom Liegen im kalten Wasser eine Lungenentzündung geholt und ist tagelang im Delirium. Als er für einen Moment bei sich ist und einen Schuss hört, denkt er, Flicka sei tot. Doch der Schuss galt einem Puma, der sich den Koppeln gefährlich genähert hatte.

## Produktion

### Produktionsnotizen
Eher rührselige Filme wie Flicka galten in den frühen 1940er-Jahren als die ideale Ablenkungsunterhaltung in den vom Zweiten Weltkrieg erschütterten USA. Für die Rolle des verträumten Ken fiel die Wahl auf den Kinderdarsteller Roddy McDowall, der sich aufgrund seiner Ausstrahlung in anderen Filmen wie How Green Was My Valley bereits bewährt hatte. Flicka entwickelte sich zu einem der kommerziell größten Kinoerfolge des Jahres 1943.

### Fortsetzungen
1945 erschien das Sequel Thunderhead – der vierbeinige Teufel  unter Regie von Louis King, abermals mit McDowall in der Hauptrolle. 1947 erschien, allerdings mit komplett unterschiedlicher Besetzung, ein dritter Film unter dem Titel Green Grass of Wyoming. Somit wurden alle Teile der Flicka-Trilogie der Schriftstellerin von 20th Century Fox verfilmt.

## Kritik
Das Lexikon des internationalen Films war der Ansicht: „Sympathischer Tierfilm nach einem Roman von Mary O’Hara – gelungene Familienunterhaltung.“